# Apolonia Anna Wrzesińska
Apolonia Anna Wrzesińska (ur. 1910 w Warszawie, zm. 20 listopada 1997) – polska specjalistka w dziedzinie elektro- i fotoluminescencji.

## Życiorys
W 1937 roku uzyskała dyplom magistra filozofii w zakresie fizyki na Wydziale Matematyczno-Fizycznym Uniwersytetu Warszawskiego. W okresie okupacji brała udział w zorganizowanym na terenie Warszawy tajnym nauczaniu, m.in. w latach 1941–1944 uczyła fizyki i chemii w Gimnazjum Władysława Giżyckiego. Na Wydziale Matematyczno-Fizyczno-Chemicznym Uniwersytetu Mikołaja Kopernika w Toruniu w 1956 roku uzyskała stopień naukowy doktora, a w 1964 roku stopień doktora habilitowanego.
W 1948 roku rozpoczęła pracę w Katedrze Fizyki Doświadczalnej Uniwersytetu M. Kopernika w Toruniu. W dorobku naukowym posiadała wiele oryginalnych prac z dziedziny elektro- i fotoluminescencji. W 1964 roku została przeniesiona służbowo do Katedry Fizyki Technicznej Politechniki Łódzkiej. W tej katedrze pełniła obowiązki kierownika do roku 1970, po czym została przeniesiona na stanowisko docenta w Katedrze Fizyki Doświadczalnej Wydziału Matematyczno-Fizyczno-Chemicznego Wyższej Szkoły Pedagogicznej w Opolu. W tej uczelni uzyskała w 1973 roku tytuł profesora. Odeszła na emeryturę w 1976 roku.